# Own It
Own It is een nummer van de Britse rapper Stormzy uit 2019, in samenwerking met de Britse singer-songwriter Ed Sheeran en de Nigeriaanse zanger Burna Boy.
Het was de tweede keer dat jaar dat Stormzy en Sheeran samenwerkten, eerder deden ze dat ook op Take Me Back to London. "Own It" werd een grote hit in het Verenigd Koninkrijk, waar het Stormzy's derde nummer 1-hit werd. In de Nederlandse Top 40 bereikte het nummer een bescheiden 33e positie, waarmee het Stormzy's eerste hit in Nederland werd. In Vlaanderen bereikte het nummer de eerste positie in de Tipparade.